# Air Force Cross
Air Force Cross/Crucea Forțelor Aeriene este cea de a doua decorație SUA după Medal of Honor și se poate acorda oricărei persoane,care servind în forțele aeriene ale SUA s-a distins prin eroism extraordinar prin una din următoarele acțiuni:
- Împotriva unui inamic al SUA
- Fiind implicat în operațiuni militare într-un conflict militar împotriva unui inamic
- Servind în cadrul unor forțe prietene într-un conflict militar împotriva unui inamic conflict în care SUA nu este parte beligerantă.

Se acordă în cazurile în care fapta nu justifică acordarea Medaliei de Onoare Medal of Honor

## Persoane notabile care au primit decorația
- James H. Kasler (trei decorații)
- Robinson Risner (două decorații)
- Leland T. Kennedy (două decorații)
- John A. Dramesi (două decorații)